# Marcus O'Day
Marcus Driver  O'Day (1897 – 1961) fue un físico estadounidense.

## Semblanza
O' Day ingresó en 1918 en el servicio militar en Eugene (Oregón) después de graduarse en Centralia (Washington). A continuación asistió a la Universidad de Oregón, donde fue asignado al cuerpo de formación del ejército de estudiantes, siendo dado de alta al final del año.
A partir de 1926 enseñó física en el Reed College. Durante la Segunda Guerra Mundial perteneció al laboratorio de radiación del MIT, donde trabajó en el sistema de radar IFF.
En 1945 se unió a los Laboratorios de Investigación de la de Fuerza Aérea en Cambridge. En 1946 y 1947 dirigió un equipo denominado Grupo de Investigación Blossom, que trabajó para lanzar instrumental científico hasta la ionosfera con cohetes V2 que habían sido traídos a los Estados Unidos desde Alemania después de la guerra. También fue miembro del Panel de Investigación sobre Cohetes y Satélites hasta que se canceló en 1960.
En 1958 propuso que mediante energía solar podría sostenerse una colonia en la Luna, formulando la hipótesis de que puede haber agua bajo la superficie lunar.

## Publicaciones
- M.D. O'Day and A.A. Knowlton, "Laboratory Manual in Physics", 1935, New York, McGraw-Hill.
- Marcus O'Day, Watson Laboratories, "Rocketbourne Upper Atmospheric Experiments of the Air Materiel Command", Americal Physical Society, SE Section, 1949.

## Eponimia
- El cráter lunar O'Day lleva este nombre en su memoria.[1]
- El "Premio Marcus D. O'Day", instituido por los Air Force Cambridge Research Laboratories (AFCRL) también lo conmemora.[2]